# 蓮王寺
蓮王寺（れんのうじ）は富山県射水市三ケにある高野山真言宗の寺院。高寺、鷹寺の名でも知られる。

## 歴史
大宝元年（701年）、越中守佐伯有若が行基を招いて鷹の供養のために七堂伽藍を建立したという。
戦国時代に荒廃したが、江戸時代初期に再興された。

## 境内
- 山門
- 本堂 - 松井建設により昭和41年（1966年）5月完成[2]。本尊木造丈六阿弥陀如来（小杉大仏）をまつる。大仏は天文年間に長尾為景の焼き討ちで頭と手を残し焼失したが、江戸時代中期に定観法師が胴体を復元した[1]。
- 観音堂 - 平成18年（2006年）再建[1]。中央に白衣観音、左に阿弥陀如来、右に金毘羅大権現をまつる[1]。一国第十七番札所。
- 白寿観音 - 北陸白寿第二十五番札所。
- 千躰不動明王 - もと射水市水戸田の密蔵寺に安置されていたが、当寺に移された[1]。北陸不動第十五番札所。
- 石造不動明王
- 藤原秀郷の墓 - 藤原秀郷（俵藤太）が当寺で客死し、その供養のため五輪塔を建立したと伝わる[3]。高さ175cmで、石材は高岡市沿岸部に産する岩崎石（石灰質砂岩）[3]。空輪・風輪は南北朝時代、その他の部材は室町時代のものとされる[3]。
- 閼伽井戸跡 - 平成8年（1996年）8月の道路工事に伴う発掘調査で発見[4]。井戸跡は調査後埋め戻されたが、伝承の目的で井戸を模した石碑が設置されている。

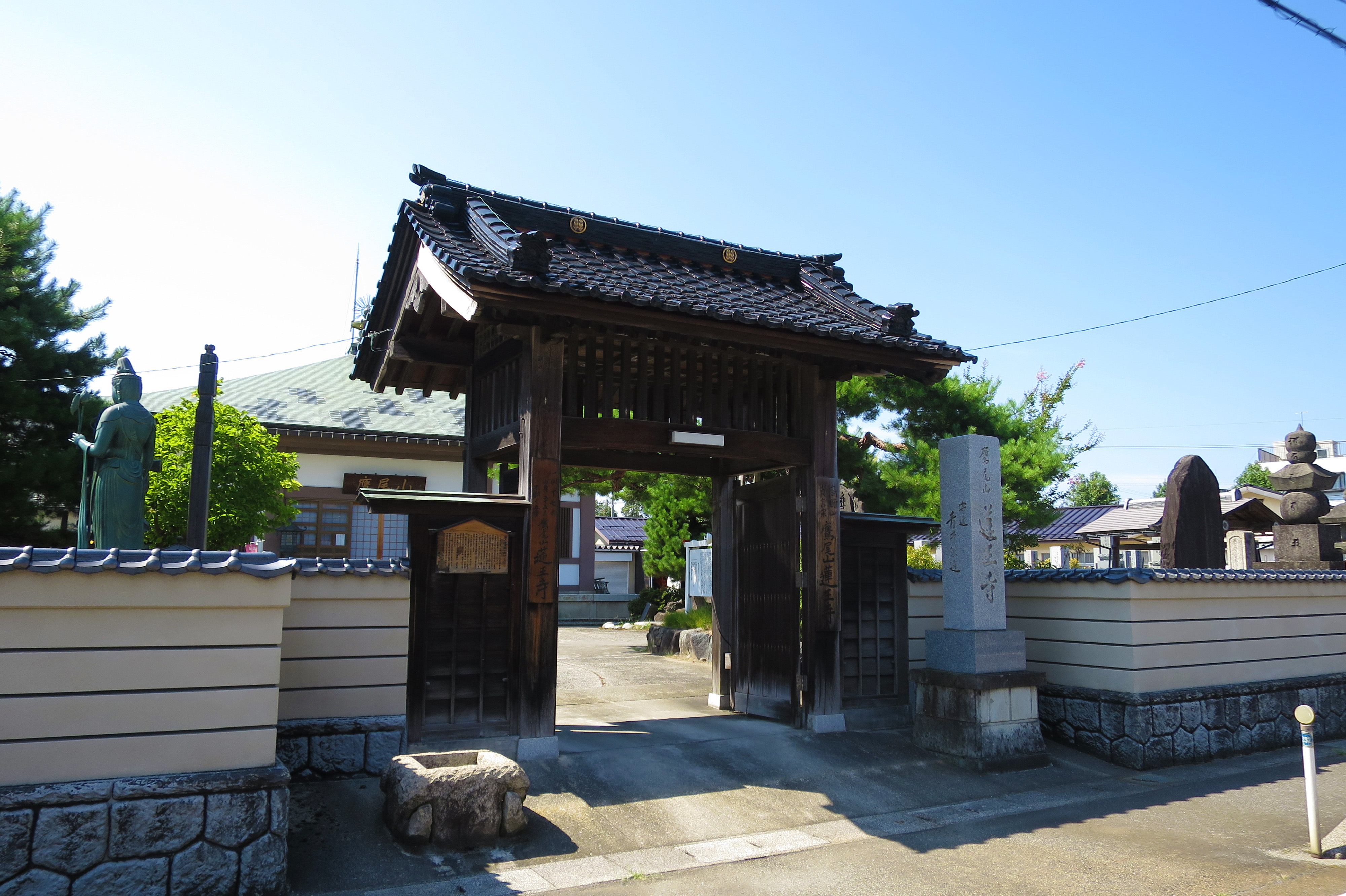
山門
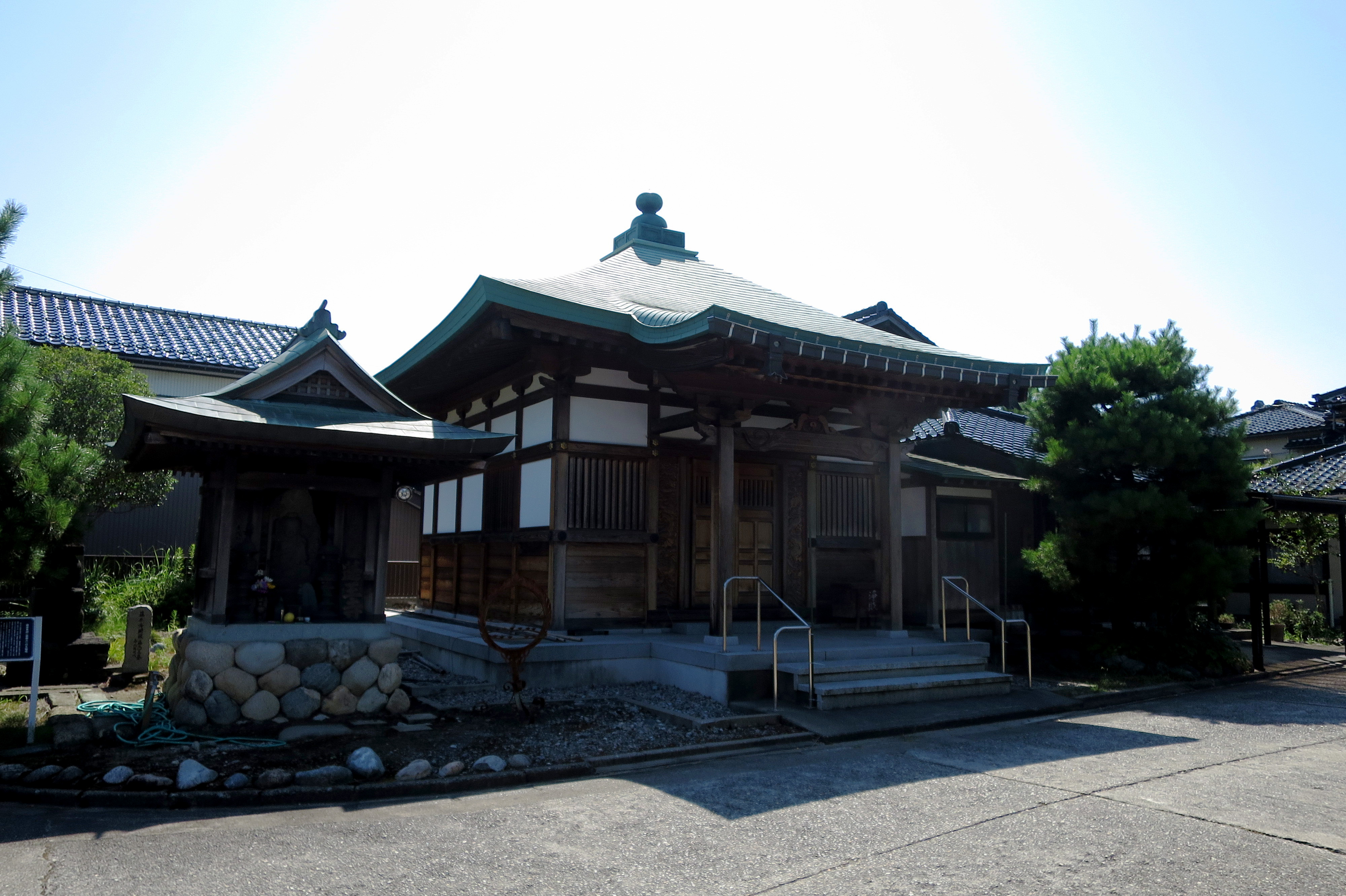
観音堂
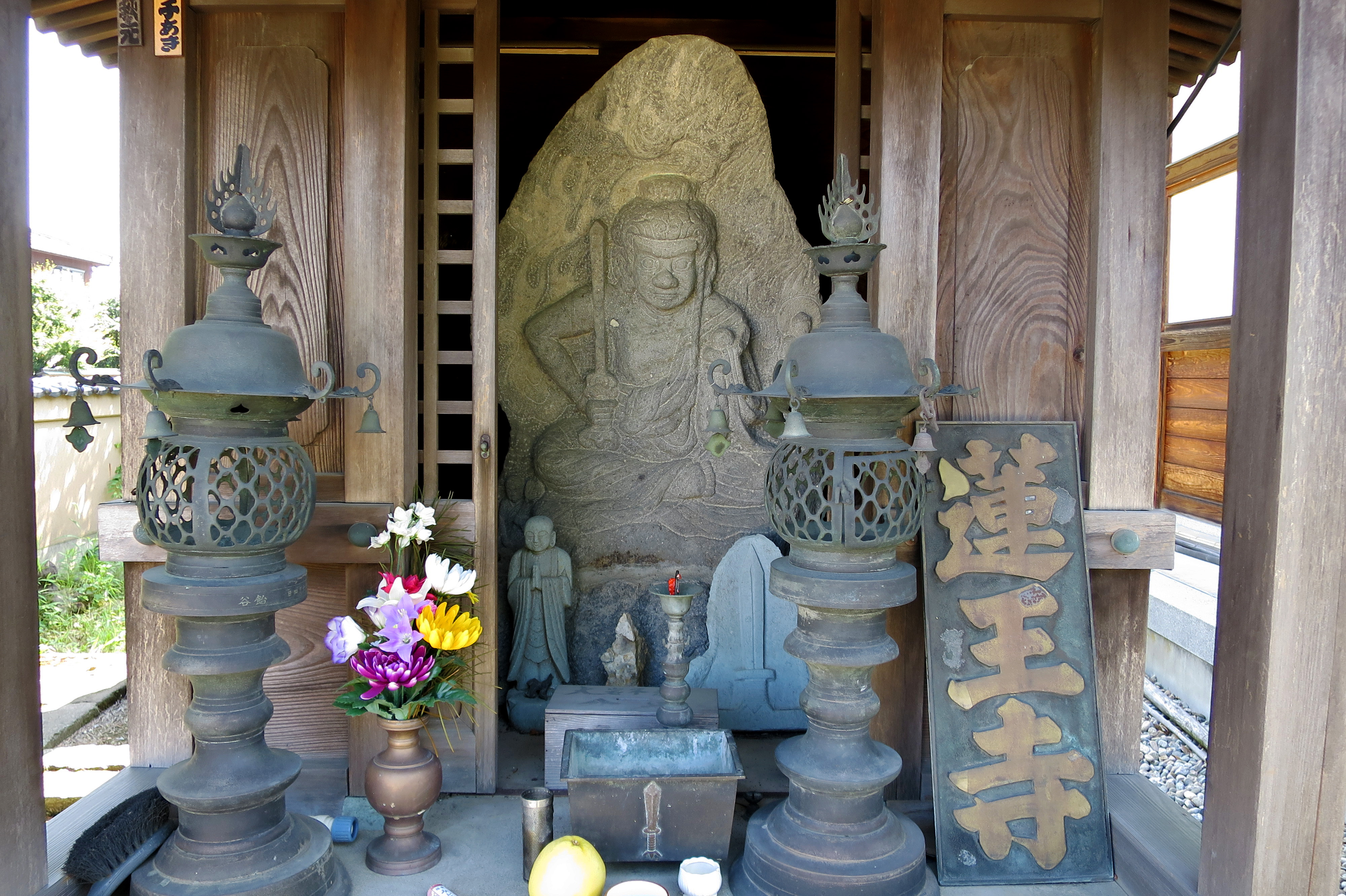
石造不動明王
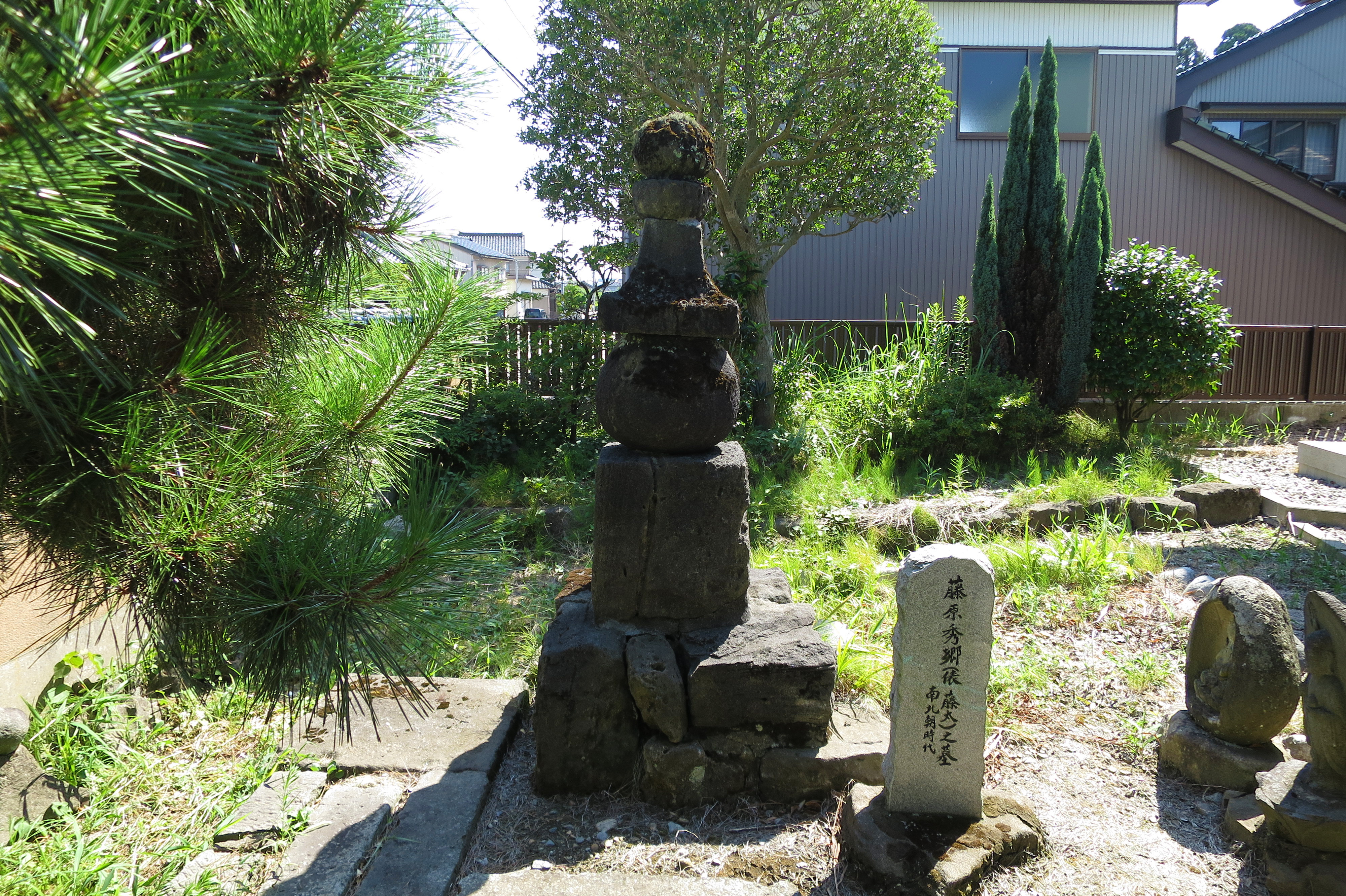
藤原秀郷の墓
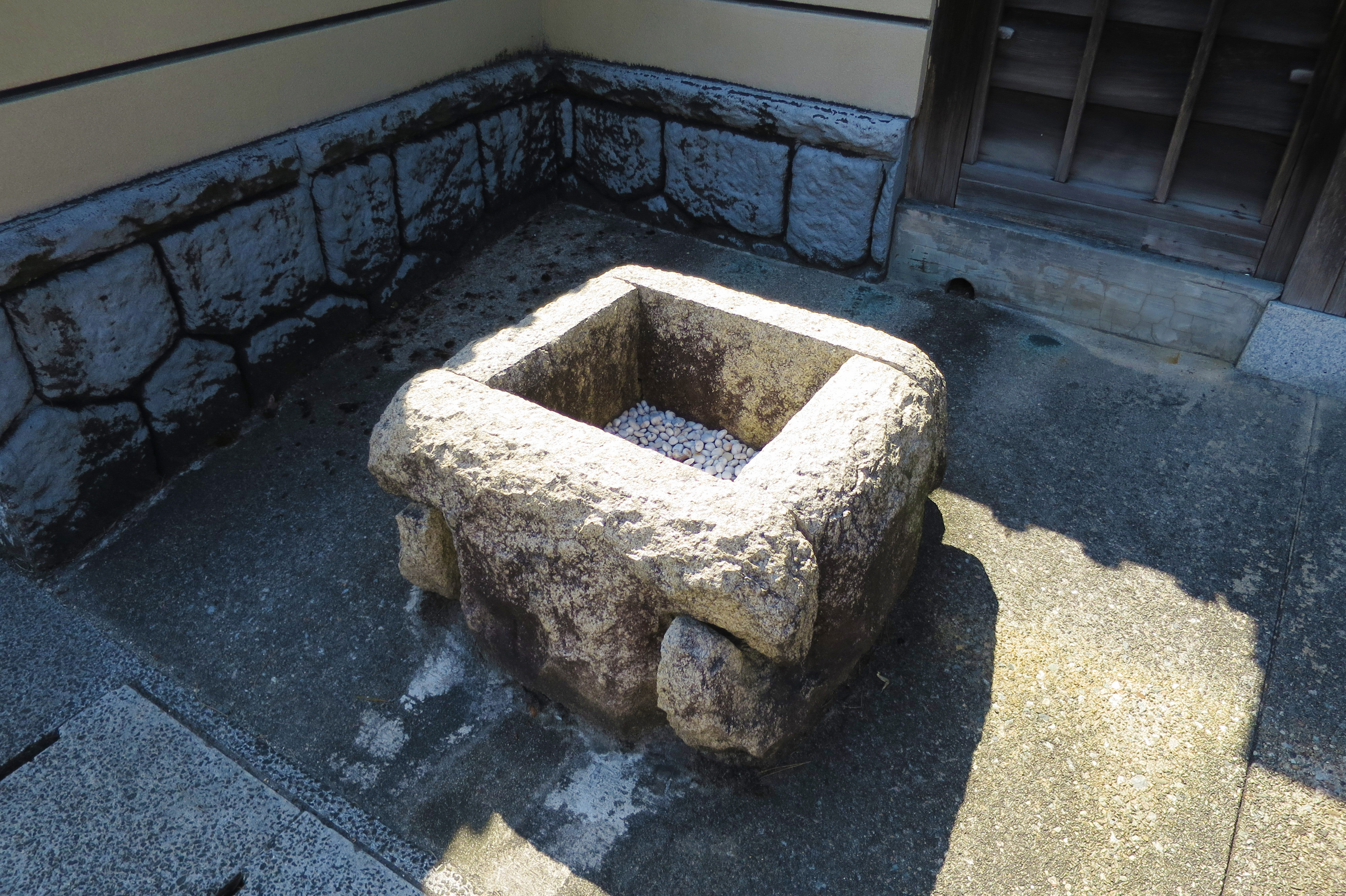
閼伽井戸跡

## 文化財
- 銅像地蔵菩薩立像（富山県指定文化財） - 鎌倉時代の作[1]。もと立山芦峅寺に安置されていたが、明治の神仏分離で当寺に寄進された[1]。
- 越中瀬戸焼香炉（富山県指定文化財） - 延宝6年（1678年）3月に寄進された銘がある[1]。黄瀬戸釉のかかった三つ足のたらい形香炉[1]。
- 木造丈六阿弥陀如来（射水市指定文化財）
- 薬師十二神将（射水市指定文化財） - 天和2年（1682年）3月の銘がある[1]。
- 五輪塔大・小2基（射水市指定文化財）

## 年中行事
- 1月1日 - 新年大護摩祈祷
- 2月15日 - 釈尊涅槃会
- 3月21日 - 弘法大師正御影供
- 8月8日 - 盆施餓鬼法会、観音四萬六千日
- 10月第2日曜日 - 人形供養会
- 11月23日 - 大佛会、不動尊祭礼、無縁供養会